# Microplitis testaceicornis
Microplitis testaceicornis är en stekelart som beskrevs av Niezabitowski 1910. Microplitis testaceicornis ingår i släktet Microplitis och familjen bracksteklar. Inga underarter finns listade i Catalogue of Life.